# 322 př. n. l.

## Události

### Makedonská říše
- V Babylónu začíná boj o následnictví po Alexandrovi. Po narození je Alexandr IV. uznán za krále spolu s Filipem III., nevlastním bratrem Alexandra Velikého.
- Perdikkas se spolu s Eumenem snaží udržet kontrolu nad celou říší.
- Perdikkas ruší zasnoubení s Antipatrovou dcerou, protože mu Alexandrova matka Olympias nabízí ruku své dcery Kleopatry.
- Antigonos I. Monofthalmos neuposlechne Perdikka, který mu nařídí dobýt pro Eumena Paflagonii a Kappadokii. Perdikkas ho chce postavit před a tak Antigonos i se svým synem Démétriem uprchne do Řecka.
- Antigonos přesvědčuje Antipatra a Kratera, že Perdikkas musí být odstraněn. Nakonec se proti Perdikkovi postaví Lýsimachos, Krateros, Seleukos I., Ptolemaios I., Antipatros a Antigonos.

### Řecko
- Obležený Antipatros je zachráněn Leonnatem s armádou sestávající z 20 000 pěších a 1 500 jezdců. Lennates je v boji zabit.
- Krateros porazí v bitvě athénskou flotilu. Touto bitvou končí Lamijská válka.
- Démosthenés prchá z Athén, ale je dostižen a tak raději spáchá sebevraždu.
- Hypereidés utekl na Aiginu, kde byl však chycen Makedonci a odsouzen k smrti.

### Egypt
- Podle starého zvyku pochovávají makedonští králové své předchůdce na potvrzení svého nároku na trůn. Ptolemaios kvůli tomu unesl tělo Alexandra Velikého do Egypta a pochoval ho zde ve zlatém sarkofágu.
- Poté Ptolemaios přebírá bez souhlasu Perdikka vládu i nad Kyrénou
- Nakonec popravil Kleomena, kterého podezíral z inlkinace k Perdikkovi. Tím se dostal k obrovskému majetku, který Kleomenés nashromáždil.

## Úmrtí
- Aristotelés

## Hlavy států
- Egypt – Filip III. Arrhidaios (323 – 317 př. n. l.) a Alexandr IV. Aigos (323 – 310 př. n. l.)
- Bosporská říše – Pairisades I. (349 – 311 př. n. l.)
- Kappadokie – Ariarathes I. (331 – 322 př. n. l.)
- Bithýnie – Zipoetes I. (326 – 297 př. n. l.)
- Sparta – Kleomenés II. (370 – 309 př. n. l.) a Eudamidas I. (331 – 305 př. n. l.)
- Athény – Ciphisodorus (323 – 322 př. n. l.) » Philocles (322 – 321 př. n. l.)
- Makedonie – Filip III. Arrhidaios (323 – 317 př. n. l.) a Alexandr IV. Aigos (323 – 310 př. n. l.)
- Epirus – Aeacides (331 – 313 př. n. l.)
- Odryská Thrácie – Seuthes III. (330 – 300 př. n. l.)
- Římská republika – konzulové Quintus Fabius Maximus Rullianus a L. Fulvius Curvus (322 př. n. l.)
- Syrakusy – vláda oligarchie (337 – 317 př. n. l.)
- Kartágo – Hamilcar II. (330 – 309 př. n. l.)
- Numidie – Zelalsen (343 – 274 př. n. l.)